# Micranthes saximontana
Micranthes saximontana là một loài thực vật có hoa trong họ Saxifragaceae. Loài này được (E. Nelson) Small miêu tả khoa học đầu tiên năm 1905.